# Evie Wills
Pour les articles homonymes, voir Wills.
Pas d'image ? Cliquez ici

a Compétitions nationales et continentales officielles uniquement.

b Matchs officiels uniquement.
Dernière mise à jour le 16 juin 2025.
Evie Wills, née le 4 février 2001 à Stirling (Écosse), est une joueuse internationale écossaise de rugby à XV et internationale écossaise de rugby à sept évoluant aux postes de centre et demi d'ouverture à XV. Elle joue en Angleterre aux Sale Sharks.

## Biographie
Evie Wills naît le 4 février 2001 à Stirling en Écosse. Elle commence la pratique du rugby à XV à l'école de rugby du Stirling County RFC où elle passe par toutes les catégories d'âge. Étudiante à l'université de Glasgow, elle rejoint le Hillhead Jordanhill RFC.
Elle devient internationale écossaise lors du Tournoi des Six Nations 2021, contre l'Italie.
Elle compte trois sélections en équipe d'Écosse quand elle est retenue en septembre 2022 pour disputer la Coupe du monde en Nouvelle-Zélande. Après la compétition, la Fédération écossaise prolonge son contrat.
Elle signe aux Leicester Tigers en 2023, en compagnie de ses compatriotes Francesca McGhie, Eva Donaldson et Leah Bartlett. Mais elle rate l'intégralité de la saison 2023-2024 à la suite d'une rupture de ligament croisé, au mois d'août. Elle en profite pour terminer sa formation d'infirmière.
Evie Wills porte pour la première fois le maillot des Leicester Tigers lors de la première journée de la Premiership 2024-2025 (où elle marque un essai).[réf. nécessaire] Si elle n'est pas convoquée en équipe nationale pour le WXV 2024, elle fait partie du premier groupe de 34 joueuses qui prépare le Tournoi des Six Nations.
À la fin de la saison, elle s'engage avec les Sale Sharks.